# A-DNA

A-DNA結構

A-DNA又稱A型DNA，為DNA雙股螺旋的一種形式，擁有與較普遍的B-DNA相似的右旋結構，但其螺旋較短較緊密。A-DNA是三種具有生物活性的DNA雙螺旋結構，另兩種則為B-DNA及Z-DNA。一般只有脫水的DNA樣本中才會出現，可用來作晶體學實驗。此外當DNA與RNA混合配對時，也可能出現A-DNA形式的螺旋。

## 結構
A-DNA與B-DNA相似，有大小凹陷處之分。但其每一轉的螺旋中具有較多的鹼基對，因而產生較深的大凹陷處與較淺的小凹陷處。

### A-DNA的預測
B-DNA具有轉變成為A-DNA的傾向，此種推測是由奧勒岡州立大學的Beth Basham、Gary Schroth與P. Shing Ho所發展。

## 外部連結
- Cornell Comparison of DNA structures